# Muthigehirihalli, Hassan
Muthigehirihalli là một làng thuộc tehsil Hassan, huyện Hassan, bang Karnataka, Ấn Độ.